# Daugvinas Zujus
Daugvinas Zujus (* 16. Oktober 1975 in Birštonas) ist ein litauischer Geher.

## Leben
Nach dem Abitur an der Mittelschule Birštonas absolvierte Daugvinas Zujus das Studium an der Lietuvos kūno kultūros akademija. Von 2004 bis 2006 war er Mitglied im Rat der Gemeinde Birštonas.
Seit 1999 ist er Mitglied der Lietuvos socialdemokratų partija. 

## Sport
Er ist Mitglied im Sportklub „Daisotra“ (Bezirk Alytus). Seine Trainer sind Jonas Juozaitis und Povilas Juozaitis.
Seit 1995 ist er litauischer Meister im Gehen. Er nahm an Olympischen Sommerspielen in Atlanta,  Sydney und Athen teil.